# Кріс Глостер
Кріс Глостер (англ. Chris Gloster, нар. 28 липня 2000, Монтклер) — американський футболіст, нападник клубу «Ганновер 96».

## Клубна кар'єра
Народився 28 липня 2000 року в місті Монтклер. Вихованець футбольної школи клубу «Нью-Йорк Ред Буллз». У 2016 році провів один матч за дублюючу команду клубу.
У березні 2018 року Глостер підписав контракт з німецьким клубом «Ганновер 96», де також став спочатку грати у дублюючій команді.

## Виступи за збірні
2017 року у складі юнацької збірної США до 17 років взяв участь у юнацькому чемпіонаті КОНКАКАФ, де зіграв у п'яти іграх і став фіналістом змагань, а також юнацькому чемпіонаті світу в Індії, зігравши у п'яти іграх і ставши чвертьфіналістом турніру.
У 2018 році у складі молодіжної збірної США Глостер взяв участь в молодіжному чемпіонаті КОНКАКАФ у Панамі. На турнірі він зіграв у семи матчах, допомігши своїй команді здобути золоті медалі турніру. Цей результат дозволив команді кваліфікуватись на молодіжний чемпіонат світу 2019 року, куди поїхав і Кріс.

## Досягнення

### Міжнародні
США U-17
- Фіналіст юнацького чемпіонату КОНКАКАФ: 2017

 США U-20
- Переможець молодіжного чемпіонату КОНКАКАФ: 2018